# Ochotona himalayana
La pica del Himalaya (Ochotona himalayana) es una especie de mamífero lagomorfo de la familia Ochotonidae.

## Distribución geográfica yhábitat
Es endémica del Tíbet. Su rango altitudinal oscila entre 2400 y 4200 m s. n. m..